# Port lotniczy Alldays
Port lotniczy Alldays (IATA: ADY, ICAO: FAAL) – port lotniczy położony w Alldays, w prowincji Limpopo, w Republice Południowej Afryki.